# Wolsdorf
Wolsdorf ist eine Gemeinde im Landkreis Helmstedt in Niedersachsen.

## Geographie

### Geographische Lage
Wolsdorf liegt im Naturpark Elm-Lappwald. Die Gemeinde gehört der Samtgemeinde Nord-Elm an, die ihren Verwaltungssitz in der Gemeinde Süpplingen hat.

### Gemeindegliederung
Zu Wolsdorf gehören die Wohnplätze St. Ludgeri-Südschacht und Tekenberg.

## Geschichte
Im Jahr 1182 erfolgte die erste urkundliche Erwähnung der Gemeinde.

## Politik

### Bürgermeisterin
Ehrenamtliche Bürgermeisterin der Gemeinde Wolsdorf ist Sabine Siegmund (CDU).

### Gemeinderat
| Sitzverteilung nach Kommunalwahl 2021Insgesamt 9 Sitze - SPD: 4 - CDU: 5 |
| ------------------------------------------------------------------------ |
| Kommunalwahl 2021 %706050403020100 60,21 %39,79 % CDUSPD                 |

## Wirtschaft und Infrastruktur

### Verkehr
Wolsdorf liegt westlich der Bundesstraße 244, die von Helmstedt nach Wernigerode führt. Die Kreisstraße 18 führt nach Frellstedt.
Nächstgelegener Bahnhof ist Frellstedt an der Bahnstrecke Braunschweig–Magdeburg.

### Wirtschaft
In Wolsdorf betreibt die Familie Richter eine überregional bekannt gewordene Schlachterei namens "Spezi-Metzger". Über Social Media wurde das Geschäft im gesamten deutschsprachigen Raum publik und die entsprechenden Accounts erreichen Follower-Zahlen im Millionenbereich. Durch diese Präsenz im Internet erlangte Wolsdorf bisher ungeahnte Berühmtheit.

## Religionen

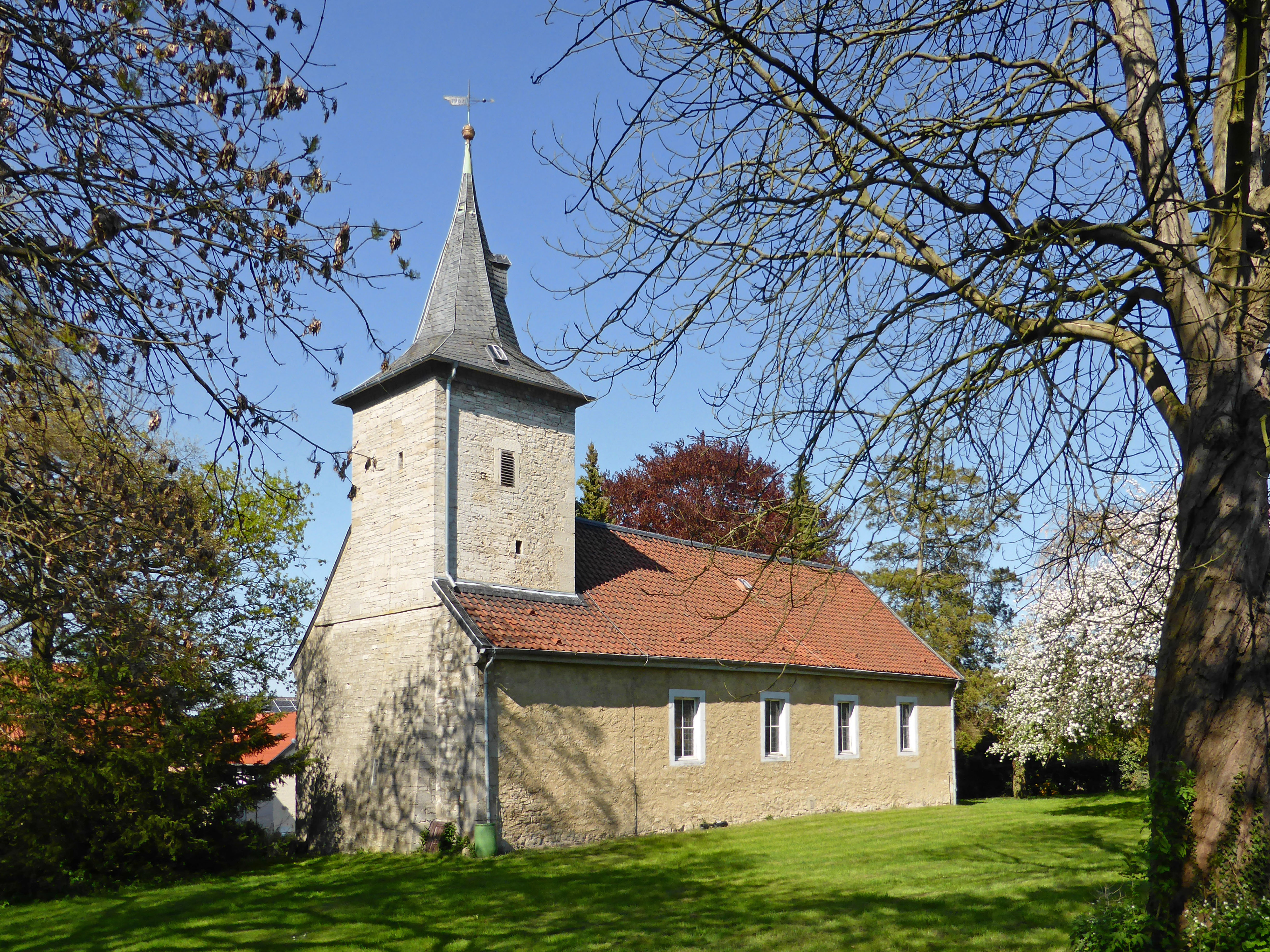
St.-Johannes-Kirche

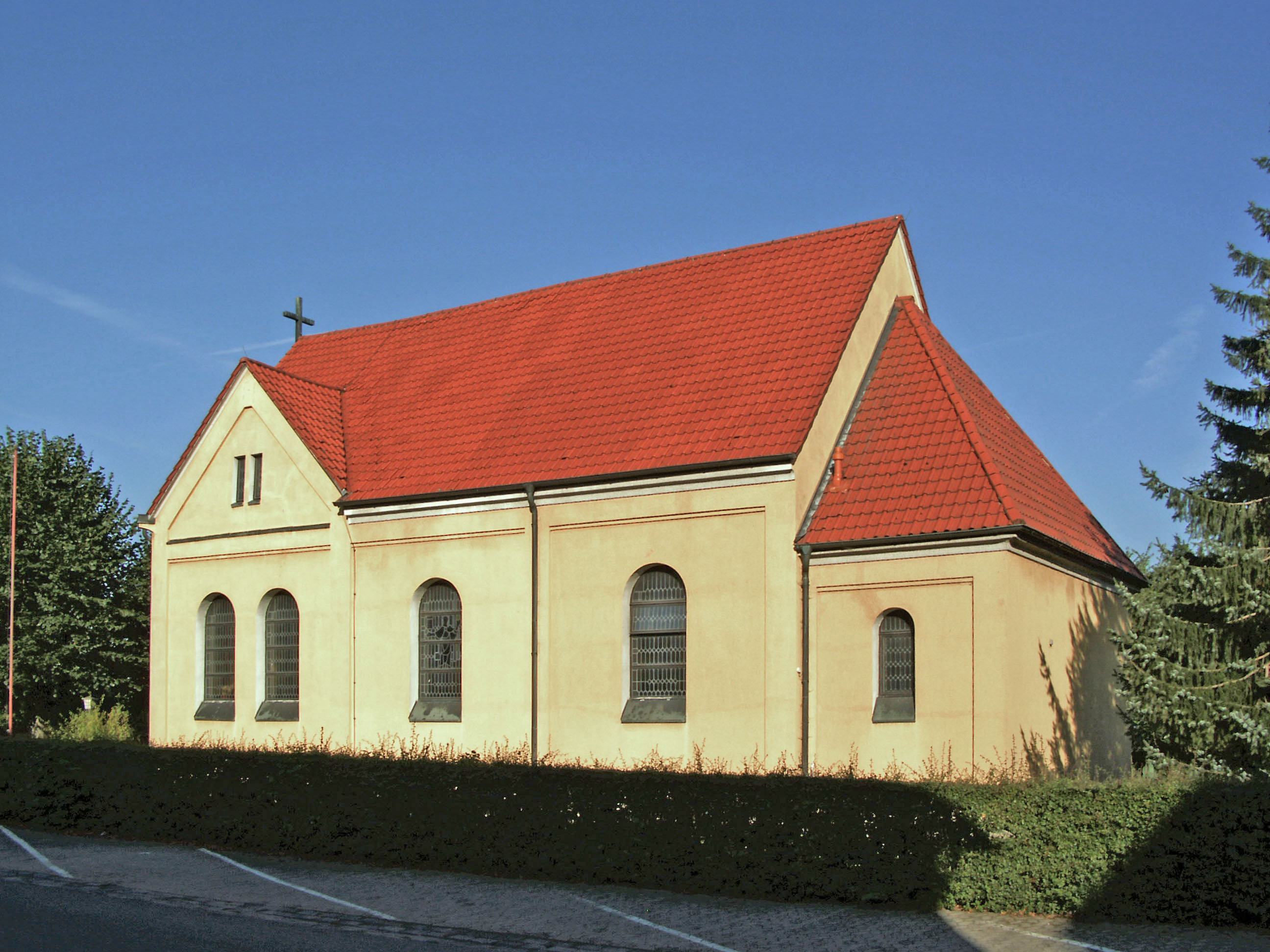
St.-Joseph-Kirche

Die evangelisch-lutherische St.-Johannes-Kirche befindet sich an der Straße nach Frellstedt nahe dem Ortsausgang, in Frellstedt befindet sich auch das zuständige Pfarramt. Die Kirchengemeinde gehört zur Propstei Königslutter.
Die römisch-katholische St.-Joseph-Kirche wurde 1914 errichtet und befindet sich am westlichen Ortsrand. Zunächst eine Filialkirche der St.-Bonifatius-Kirche in Süpplingen, gehört sie heute zur Pfarrgemeinde St. Ludgeri in Helmstedt.